# Maja Gojković
Maja Gojković (serbisch-kyrillisch Маја Гојковић; * 22. Mai 1963 in Novi Sad, SR Serbien) ist eine serbische Juristin und Politikerin. Seit 2020 ist sie stellvertretende Premierministerin und Kulturministerin im Kabinett Brnabić III.

## Leben

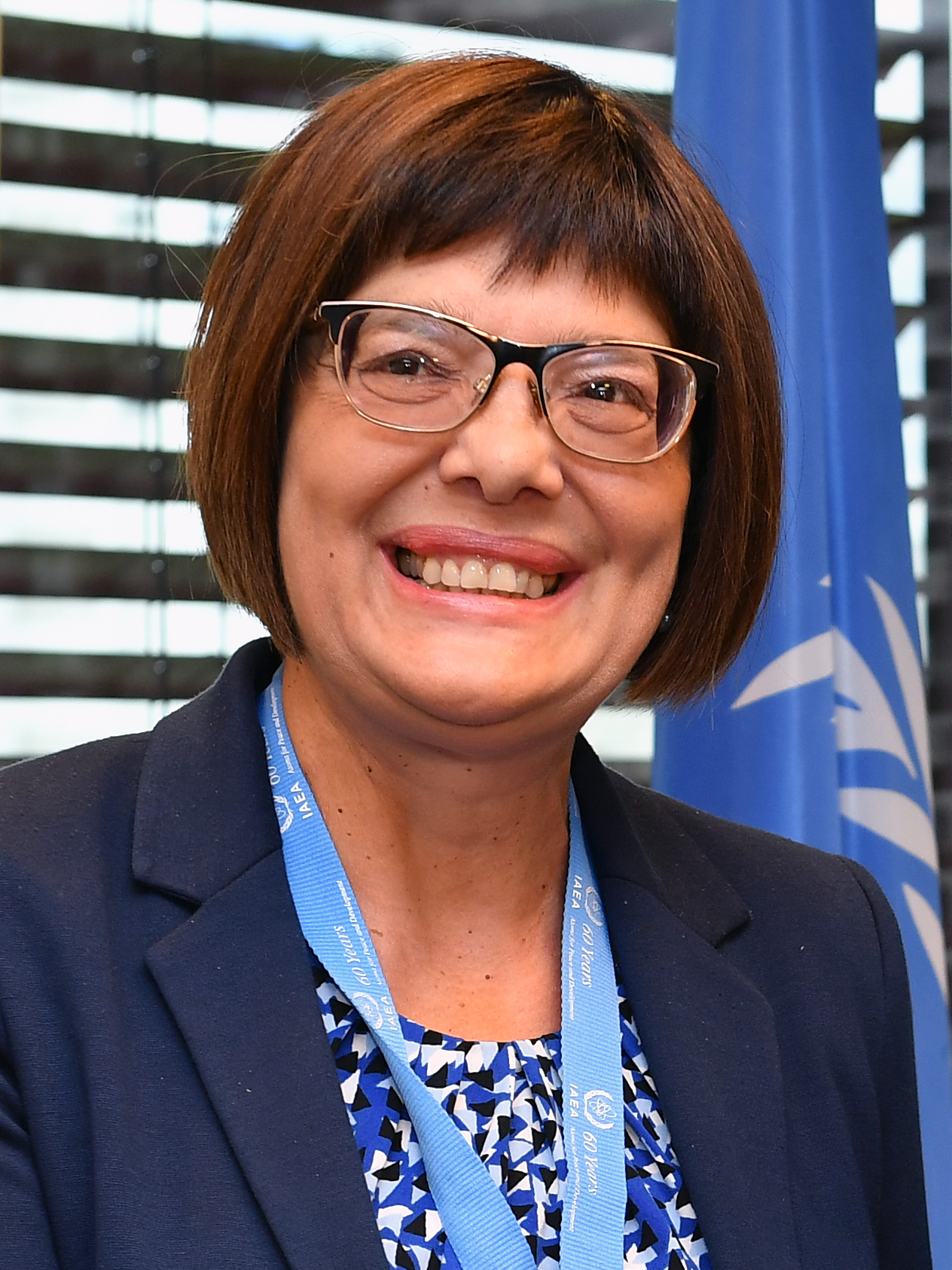
Maja Gojkovic

Maja Gojković wuchs in Novi Sad auf. Nachdem sie ihr Jurastudium an der Universität Novi Sad 1987 abgeschlossen hatte, wurde sie 1989 als Anwältin zugelassen. Daraufhin arbeitete sie in der Anwaltskanzlei, die ihr Vater Mita Gojković gegründet hatte. 1991 war sie an der Gründung der Serbischen Radikalen Partei von Vojislav Šešelj beteiligt, deren Generalsekretärin und Vizepräsidentin sie wird. Als Anwältin beriet sie Šešelj juristisch vor dem Internationalen Strafgerichtshof für das ehemalige Jugoslawien.
1992 wurde sie eines der jüngsten Mitglieder des jugoslawischen Parlaments. Zwischen 1996 und 2000 war sie Mitglied des Parlaments der Vojvodina. 1998 bis 1999 war sie Ministerin ohne Portfolio der serbischen Regierung und ab 1999 Vizepräsidentin. 2004 wurde sie zur Bürgermeisterin von Novi Sad gewählt und damit die erste weibliche Bürgermeisterin der Stadt. Sie blieb 4 Jahre lang Bürgermeisterin. 2008 verließ sie die Serbische Radikale Partei und gründet die Volkspartei (Narodna Partija), welche später in die Serbische Fortschrittspartei aufging. Im Jahr 2012 wurde sie erneut ins serbische Parlament gewählt. Dort wurde sie 2014 zur Parlamentssprecherin und Vorsitzenden der Kinderkommission gewählt. In ihrem Amt als Parlamentssprecherin wurde sie 2016 bestätigt. Freedom House kritisierte sie für ihre parteiische Art das Parlament zu führen. So habe sie die Reden von Abgeordneten der Opposition unterbrochen und vor Wahlen keine Parlamentssitzungen angesetzt. Ebenso gab es unverhältnismäßig viele Ordnungsrufe und Sanktionen für Abgeordnete der Opposition.
Im Jahr 2020 wurde sie zur Ministerin für Kultur ernannt.